# Sol del Paraguay (Fluggesellschaft)
Sol del Paraguay Líneas Aéreas war eine paraguayische Fluggesellschaft mit Sitz in Asunción.

## Geschichte
Die Gesellschaft wurde 2010 als Tochter des Busunternehmens Sol del Paraguay gegründet, erhielt im Juni 2011 die Zulassung der paraguayischen Genehmigungsbehörde DINAC und nahm am 18. November 2011 den Linienflugbetrieb auf. Dieser wurde bereits am 1. August 2012 wieder eingestellt. Als Gründe wurden das wirtschaftlich schwierige Umfeld und die unkooperative, teils feindselige Haltung einiger Nachbarstaaten bezüglich neuer Destinationen angegeben.
Ab Dezember 2014 will Sol del Paraguay mit einer Cessna 208 erneut Flüge anbieten, vorerst aber nur Inlandflüge.

## Flugziele
Außer dem Heimatflughafen Asunción wurden (November 2011) nur Ciudad del Este und Buenos Aires (Ezeiza) angeflogen. Es bestand die Absicht, kurz- bis mittelfristig, eine Vielzahl weiterer Ziele anzufliegen.

## Flotte
Die Flotte bestand zuletzt aus drei Maschinen des Typs Fokker 100 (Baujahr 1991) mit den Namen „Lago de Ypacaraí“ (ZP-CAL), „Itapúa Poty“ (ZP-CFL) und „Héroes del Chaco“ (ZP-CJK). 